# Pocillopora

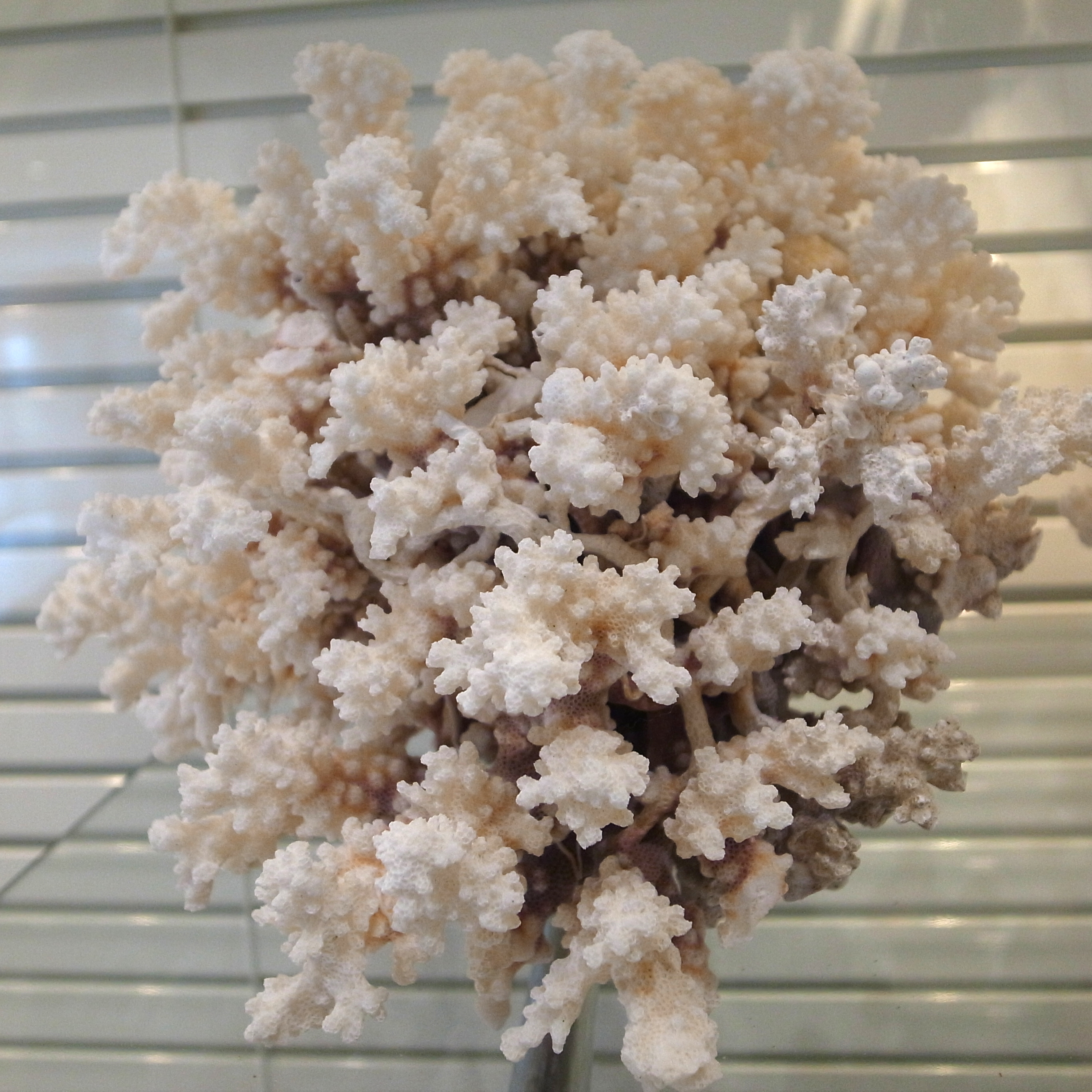
Esqueleto de Pocillopora meandrina

Pocillopora es un género de corales que pertenece al grupo de los corales duros, dentro de la familia Pocilloporidae. 
Su esqueleto es macizo y está compuesto de carbonato cálcico. Tras la muerte del coral, su esqueleto contribuye a la generación de nuevos arrecifes en la naturaleza, debido a que la acción del CO2 convierte muy lentamente su esqueleto en bicarbonato cálcico, sustancia esta asimilable directamente por las colonias coralinas.
Junto a los géneros Acropora, Porites y Montipora, es uno de los corales principales responsables de la construcción de arrecifes.

## Especies
Las especies aceptadas por el Registro Mundial de Especies Marinas son:
| - Pocillopora acuta Lamarck, 1816 - Pocillopora aliciae Schmidt-Roach, Miller & Andreakis, 2013 - Pocillopora ankeli Scheer & Pillai, 1974 - Pocillopora bairdi Schmidt-Roach, 2014 - Pocillopora brevicornis Lamarck, 1816 - Pocillopora capitata. Verrill, 1864 - Pocillopora damicornis. Linnaeus, 1758 - Pocillopora effusa. Veron, 2002 - Pocillopora elegans. Dana, 1846 - Pocillopora fungiformis. Veron, 2002 - Pocillopora grandis Dana, 1846 - Pocillopora indiania. Veron, 2002 - Pocillopora inflata. Glynn, 1999 - Pocillopora kelleheri. Veron, 2002 - Pocillopora ligulata. Dana - Pocillopora mauritiana. Brueggemann - Pocillopora meandrina. Dana, 1846 - Pocillopora molokensis. Quelch, 1886 - Pocillopora septata. Gardiner, 1897 - Pocillopora verrucosa. Ellis & Solander, 1786 - Pocillopora woodjonesi. Vaughan, 1918 - Pocillopora zelli. Veron, 2002 | - Pocillopora aspera Verrill, 1870 (nomen dubium) - Pocillopora clavaria Ehrenberg, 1834 (nomen dubium) - Pocillopora frondosa Verrill, 1870 (nomen dubium) - Pocillopora gracilis Verrill, 1870 (nomen dubium) - Pocillopora informis Dana, 1846 (nomen dubium) - Pocillopora lacera Verrill, 1870 (nomen dubium) - Pocillopora modumanensis Vaughan, 1907 (nomen dubium) - Pocillopora paucistellata Quelch, 1886 (nomen dubium) - Pocillopora plicata Dana, 1846 (nomen dubium) - Pocillopora pulchella Brüggemann, 1879 (nomen dubium) - Pocillopora ramiculosa Verrill, 1864 (nomen dubium) - Pocillopora solida Quelch, 1886 (nomen dubium) - Pocillopora squarrosa Dana, 1846 (nomen dubium) - Pocillopora stellata Verrill, 1864 (nomen dubium) - Pocillopora suffruticosa Verrill, 1864 (nomen dubium) |

## Galería

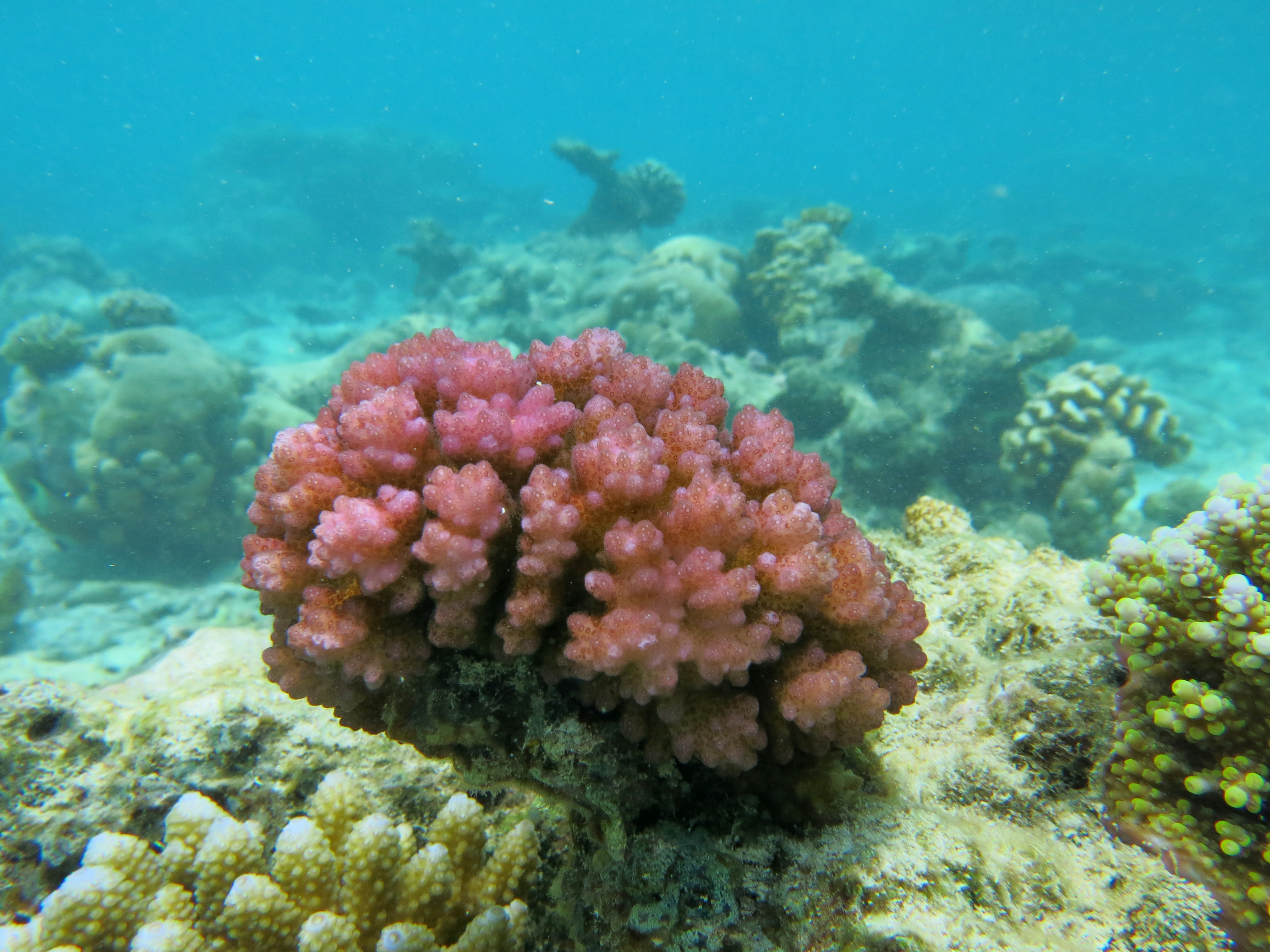
Pocillopora damicornis
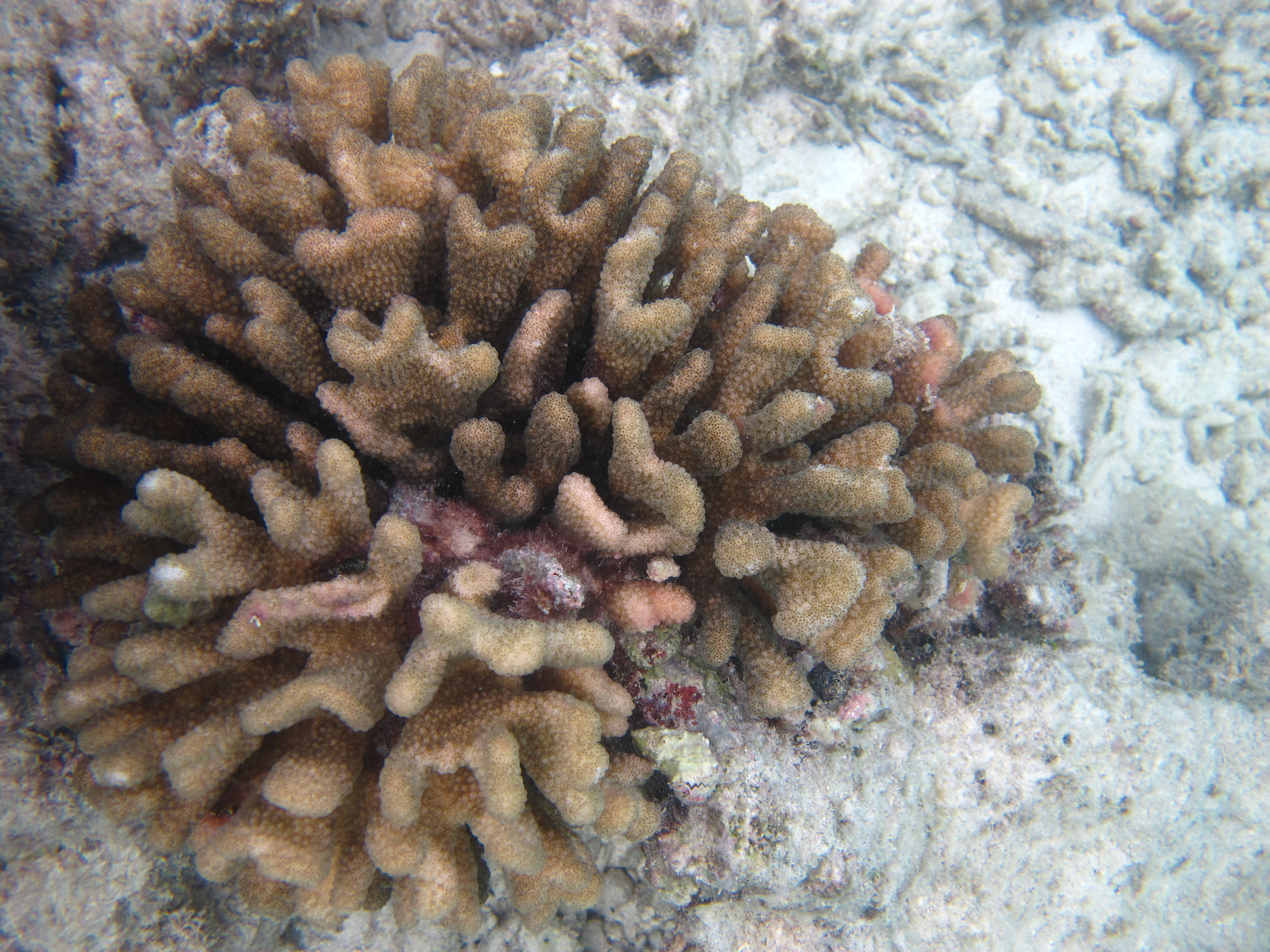
Pocillopora elegans, en el atolón Baa, Maldivas
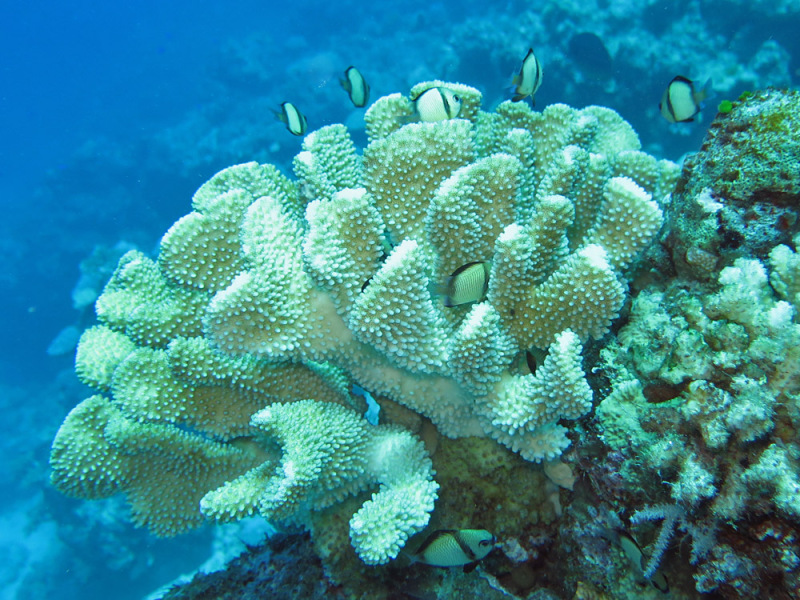
Pocillopora eydouxi, isla Lizard, Australia
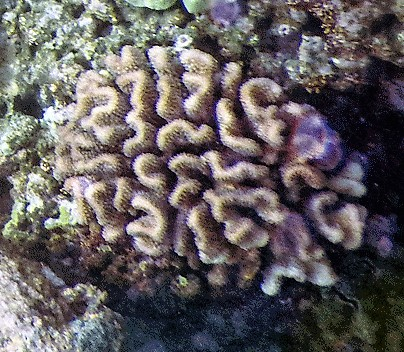
Pocillopora ligulata en Samoa Americana
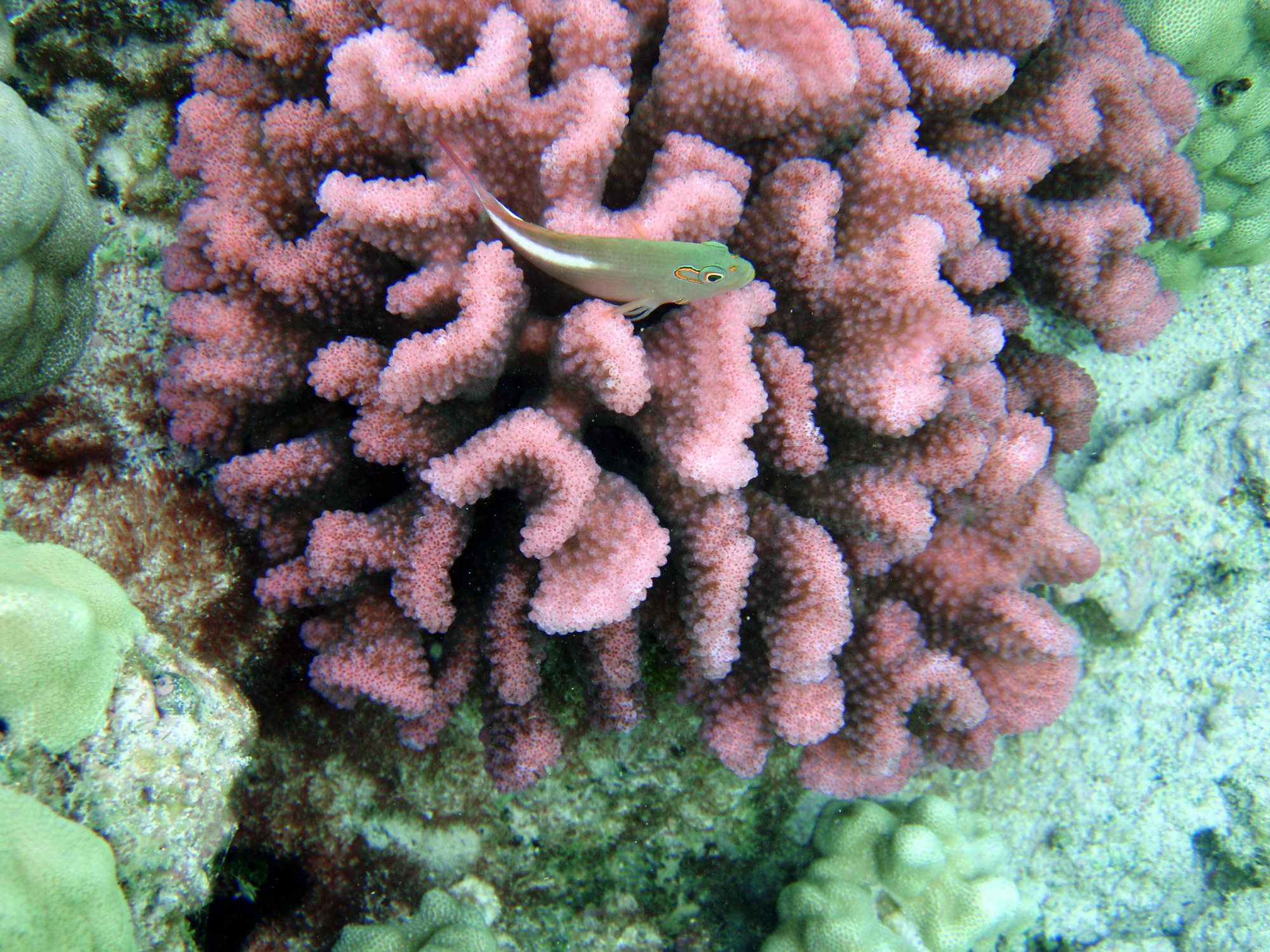
Pocillopora meandrina
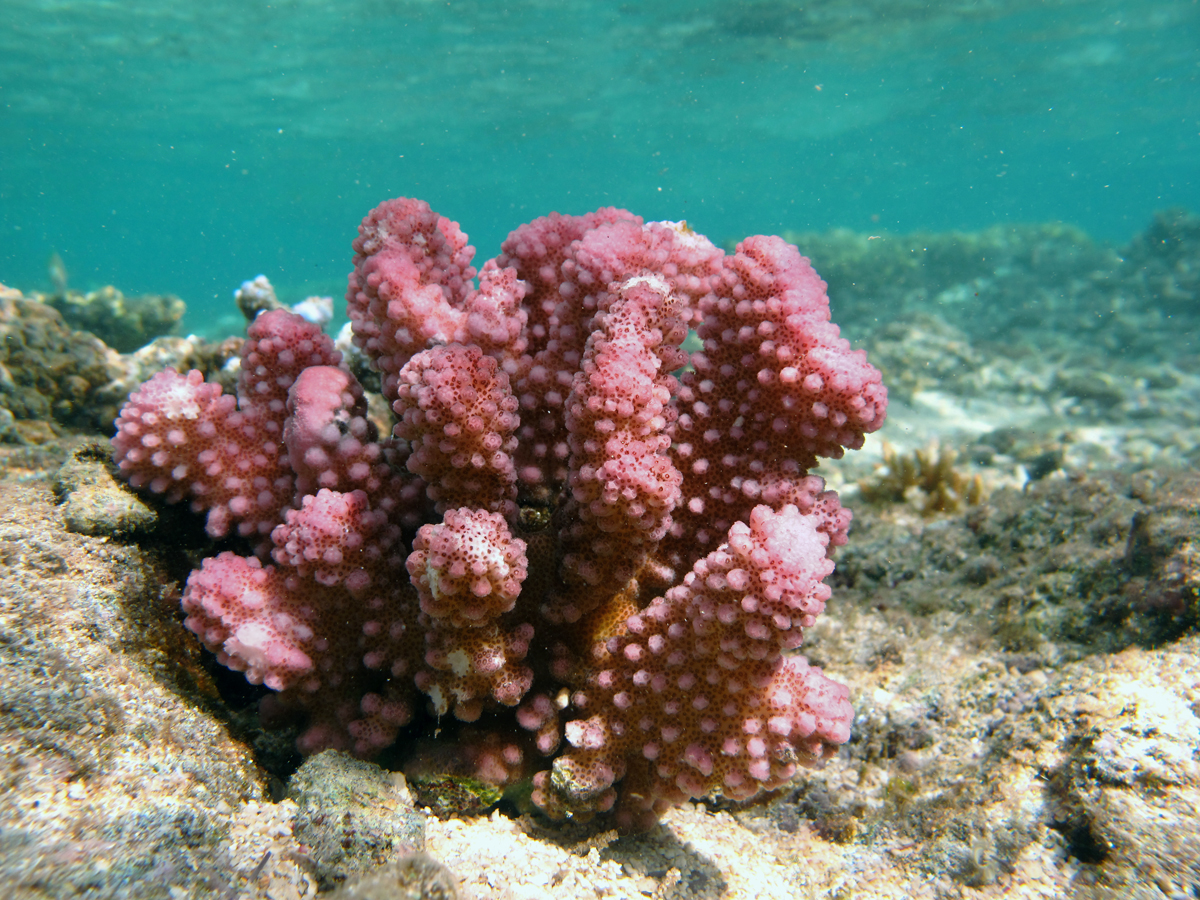
Pocillopora verrucosa, Reunión

## Morfología
Este coral común es reconocible por las formaciones en forma de verruga que recubren la colonia, y que se denominan verrucae. Estas pueden ser relativamente sólidas y con estructura de cúpula o ramificadas. Los coralitos están inmersos, pueden estar desprovistos de estructuras internas o tener una baja y sólida columela, y dos ciclos de septos desiguales.
Las colonias pueden variar mucho su forma dependiendo de las condiciones ambientales.
Los pólipos del Pocillopora son muy pequeños y presentan unas células urticantes denominadas nematocistos, empleadas en la caza de presas microscópicas de plancton. Su coloración varía según la especie y las condiciones ambientales de esta. La gama de colores abarca el marrón, amarillo, verde, crema, púrpura o rosa. 

## Hábitat

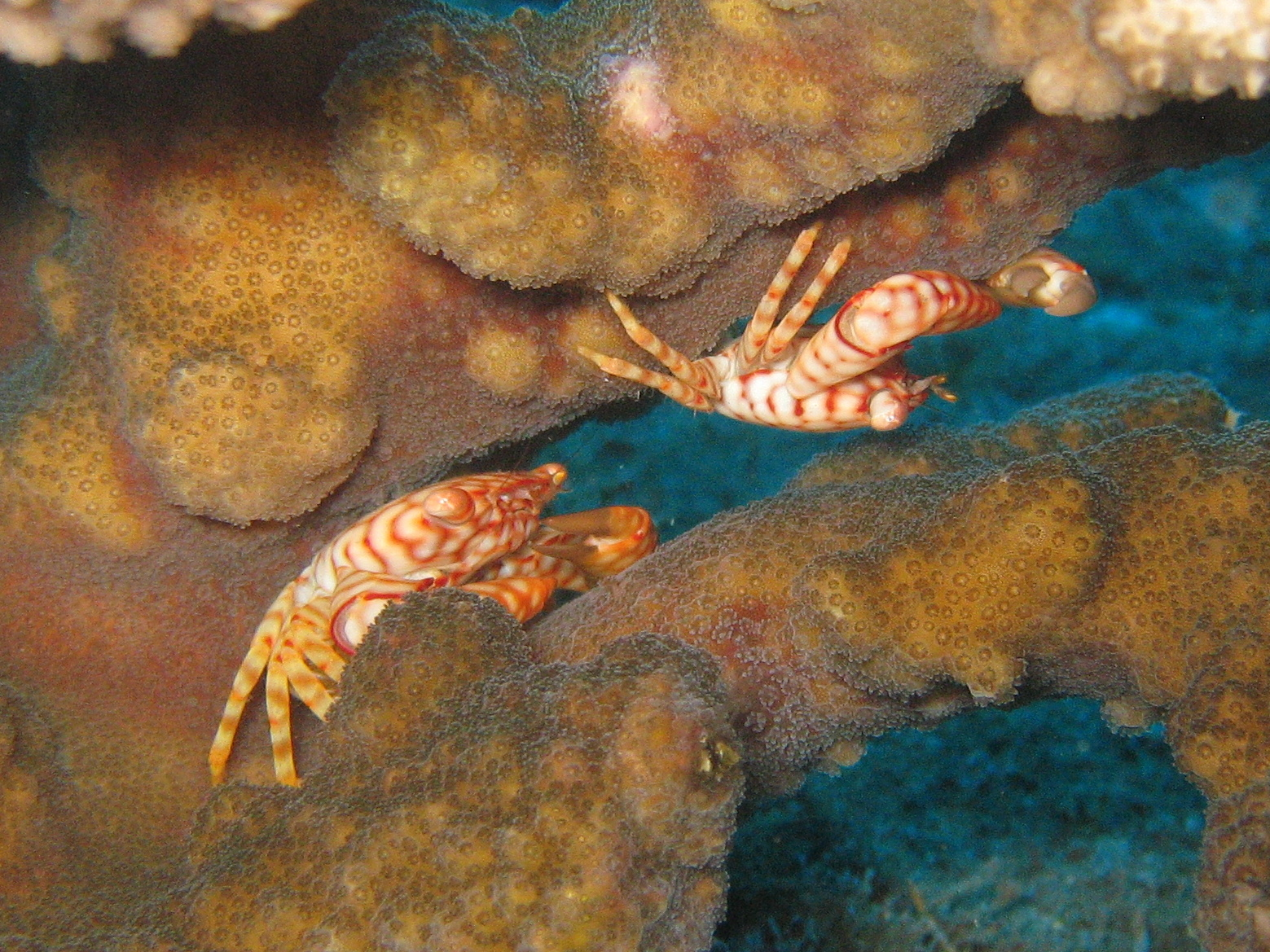
Trapezia flavopunctata en Pocillopora

Suelen vivir en arrecifes localizados en los mares tropicales (a una latitud situada entre 30ºN y 20ºS) en zonas poco profundas, bien iluminadas y cercanas a las costas. Aunque también se encuentran en lagunas y zonas protegidas del arrecife, se dan en laderas de fuertes corrientes. Se distribuyen en Oceanía, junto a las costas NO y NE de Australia, en el océano Índico y en las costas orientales de África. 
Las colonias, a menudo son habitadas por cangrejos del género Trapezia, que viven en relación mutualista entre sus ramas.

## Alimentación
Los pólipos contienen algas simbióticas llamadas zooxantelas. Las algas realizan la fotosíntesis produciendo oxígeno y azúcares, que son aprovechados por los pólipos, y se alimentan de los catabolitos del coral (especialmente fósforo y nitrógeno). Esto les proporciona entre el 75 y el 95% de sus necesidades alimenticias. El resto lo obtienen atrapando plancton microscópico con sus tentáculos y absorbiendo materia orgánica disuelta en el agua.

## Reproducción

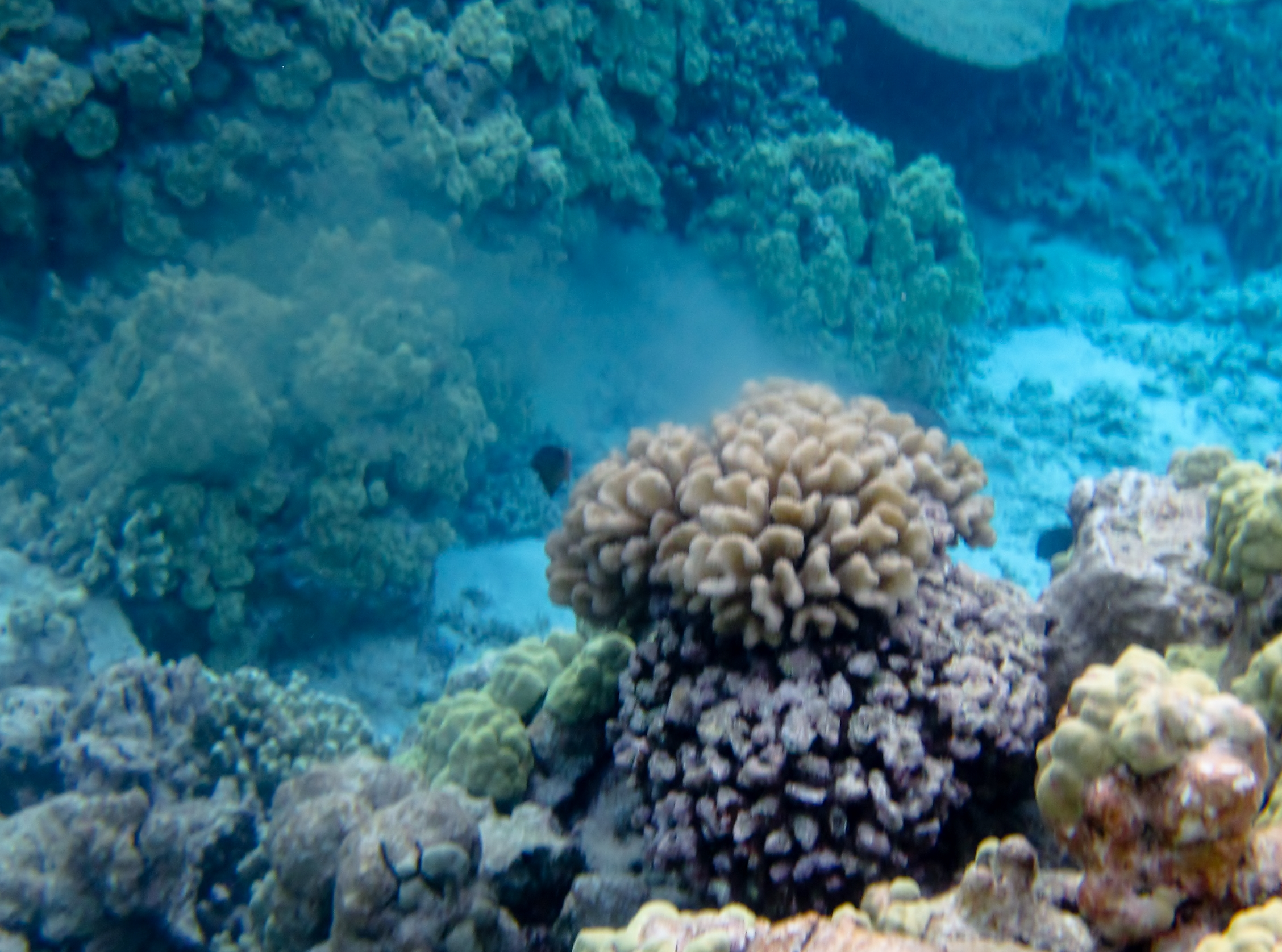
Pocillopora meandrina lanzando esperma a la columna de agua

Se reproducen asexualmente mediante gemación, y sexualmente, lanzando al exterior sus células sexuales. En este tipo de reproducción, la mayoría de los corales liberan óvulos y espermatozoides al agua, siendo por tanto la fecundación externa. Los huevos una vez en el exterior, permanecen a la deriva arrastrados por las corrientes varios días, más tarde se forma una larva plánula que, tras deambular por la columna de agua marina, y en un porcentaje de supervivencia que oscila entre el 18 y el 25 %, cae al fondo, se adhiere a él, y se transforma en pólipo. Posteriormente, secreta carbonato cálcico para conformar su esqueleto, o coralito, reproduciéndose a continuación por gemación, lo que da origen a la colonia coralina. 